# Natal'ja Kračkovskaja
Natal'ja Leonidovna Kračkovskaja, nata Belogorceva (in russo Наталья Леонидовна Крачковская Белогорцева?; Mosca, 24 novembre 1938 – Mosca, 3 marzo 2016), è stata un'attrice sovietica e russa.

## Biografia
Natal'ja Kračkovskaja nacque a Mosca il 24 novembre 1938. Il padre, soldato, morì in guerra nel 1945, mentre la madre, Marija Fomina, era un'attrice teatrale.
Superò il concorso d'ammissione all'Università statale pan-russa di cinematografia S. A. Gerasimov, anche se non poté continuare i suoi studi in recitazione a causa di un incidente d'auto che le fece perdere temporaneamente la vista.
Entrò nel cinema nei primi anni '50, anche se ricevette notorietà in patria solo vent'anni dopo, recitando in 12 stul'ev nel 1971, in Ivan Vasil'evič menjaet professiju nel 1973 e in Ne možet byt' nel 1975.
Si sposò con Vladimir Kračkovskij, ingegnere, dal quale assunse il cognome. Dal matrimonio nacque un figlio nel 1963. Natal'ja rimase vedova nel 1988.

### Morte
Dopo aver subito un ictus nel 2009 e due arresti cardiaci nel 2010 e nel 2013, nel febbraio 2016 venne ricoverata per un infarto. Natal'ja morì la mattina del 3 marzo 2016 all'età di 77 anni in un ospedale della capitale russa. Fu sepolta presso il cimitero di Troekurovskoe.

## Filmografia parziale
- Vsё načinaetsja s dorogi (Всё начинается с дороги), regia di Nikolaj Dostal' (1959)
- Russkij suvenir (Русский сувенир), regia di Grigorij Aleksandrov (1960)
- Bitva v puti (Битва в пути), regia di Vladimir Basov (1961)
- Kollegi (Коллеги), regia di Aleksej Sacharov (1962)
- Polovod'e (Половодье), regia di Iskra Babič (1962)
- Ženit'ba Bal'zaminova (Женитьба Бальзаминова), regia di Konstantin Voinov (1964)
- Nikolaj Bauman (Николай Бауман), regia di Semёn Tumanov (1967)
- 12 stul'ev (12 стульев), regia di Leonid Gajdaj (1971)
- Cipollino (Чиполлино), regia di Tamara Lisician (1972)
- Ėta vesёlaja planeta (Эта весёлая планета), regia di Jurij Saakov e Jurij Cvetkov (1973)
- Ivan Vasil'evič menjaet professiju  (Иван Васильевич меняет профессию), regia di Leonid Gajdaj (1973)
- Nejlon 100% (Нейлон 100 %), regia di Vladimir Basov (1973)
- Viburno rosso (Калина красная), regia di Vasilij Šukšin (1974)
- Kyš i Dvaportfelja (Кыш и Двапортфеля), regia di Ėduard Gavrilov (1974)
- Carevič Proša (Царевич Проша), regia di Nadežda Koševerova (1974)
- Au-u! (Ау-у!), regia di Geral'd Bežanov, Jurij Gorkovenko e Viktor Krjučkov (1975)
- Ne možet byt' (Не может быть!), regia di Leonid Gajdaj (1975)
- Šag navstreču (Шаг навстречу), regia di Naum Birman (1975)
- Volšebnyj fonar' (Волшебный фонарь), regia di Evgenij Ginzburg (1976)
- Il lupo del rock'n roll (Mama) (Мама), regia di Elisabeta Bostan (1976)
- Inkognito iz Peterburga (Инкогнито из Петербурга), regia di Leonid Gajdaj (1977)
- Pena (Пена), regia di Aleksandr Stefanovič (1979)
- Sueta suet (Суета сует), regia di Alla Surikova (1979)
- Bud'te moim mužem (Будьте моим мужем), regia di Alla Surikova (1981)
- Ženatyj cholostjak (Женатый холостяк), regia di Vladimir Rogovoj (1982)
- Predčuvstvie ljubvi (Предчувствие любви), regia di Tofik Šachverdiev (1982)
- Tam, na nevedomych dorožkach... (Там, на неведомых дорожках…), regia di Michail Juzovskij (1982)
- I žizn', i slёzy, i ljubov' (И жизнь, и слёзы, и любовь), regia di Nikolaj Gubenko (1983)
- Posle doždička v četverg (После дождичка в четверг), regia di Michail Juzovskij (1985)
- Čelovek s bul'vara Kapucinov (Человек с бульвара Капуцинов), regia di Alla Surikova (1987)
- Častnyj detektiv, ili Operacija "Kooperacija" (Частный детектив, или Операция «Кооперация»), regia di Leonid Gajdaj (1989)
- Čoknutye (Чокнутые), regia di Alla Surikova (1991)
- Na Deribasovskoj chorošaja pogoda, Ili na Brajton-Bič opjat' idut doždi (На Дерибасовской хорошая погода, или На Брайтон-Бич опять идут дожди), regia di Leonid Gajdaj (1992)

## Premi
- Artista meritevole della Federazione Russa (1998)